# Pseudastrobunus perpusillus
Pseudastrobunus perpusillus is een hooiwagen uit de familie Sclerosomatidae.